# Tam Nguyên, Hàm Dương
Tam Nguyên (tiếng Trung: 三原縣, Hán Việt: Tam Nguyên huyện) là một huyện thuộc địa cấp thị Hàm Dương, tỉnh Thiểm Tây, Cộng hòa Nhân dân Trung Hoa. Năm thứ 7 Thái Vũ Đế Bắc Ngụy (446), ở đây có Mạnh Hầu Nguyên, Phong Nguyên và Bạch Lộc Nguyên nên huyện này có tên là Tam Nguyên. Huyện này có diện tích 576,9 km2, dân số 396.000 người, mã vùng điện thoại 029, mã số bưu chính 713800. Huyện lỵ đóng ở tấn Thành Quan. Huyện này được chia thành các đơn vị hành chính gồm 10 trấn, 3 hương và 336 thôn. Phí tây là Cao Lăng, phía đông là Kính Dương, phí nam là Đồng Xuyên